# کلاکووو
کلاکووو (به لهستانی:  Klakowo) یک روستا در لهستان است که در گمینا دوبیچه تسرکیونه واقع شده‌است.